# Jean Moréas

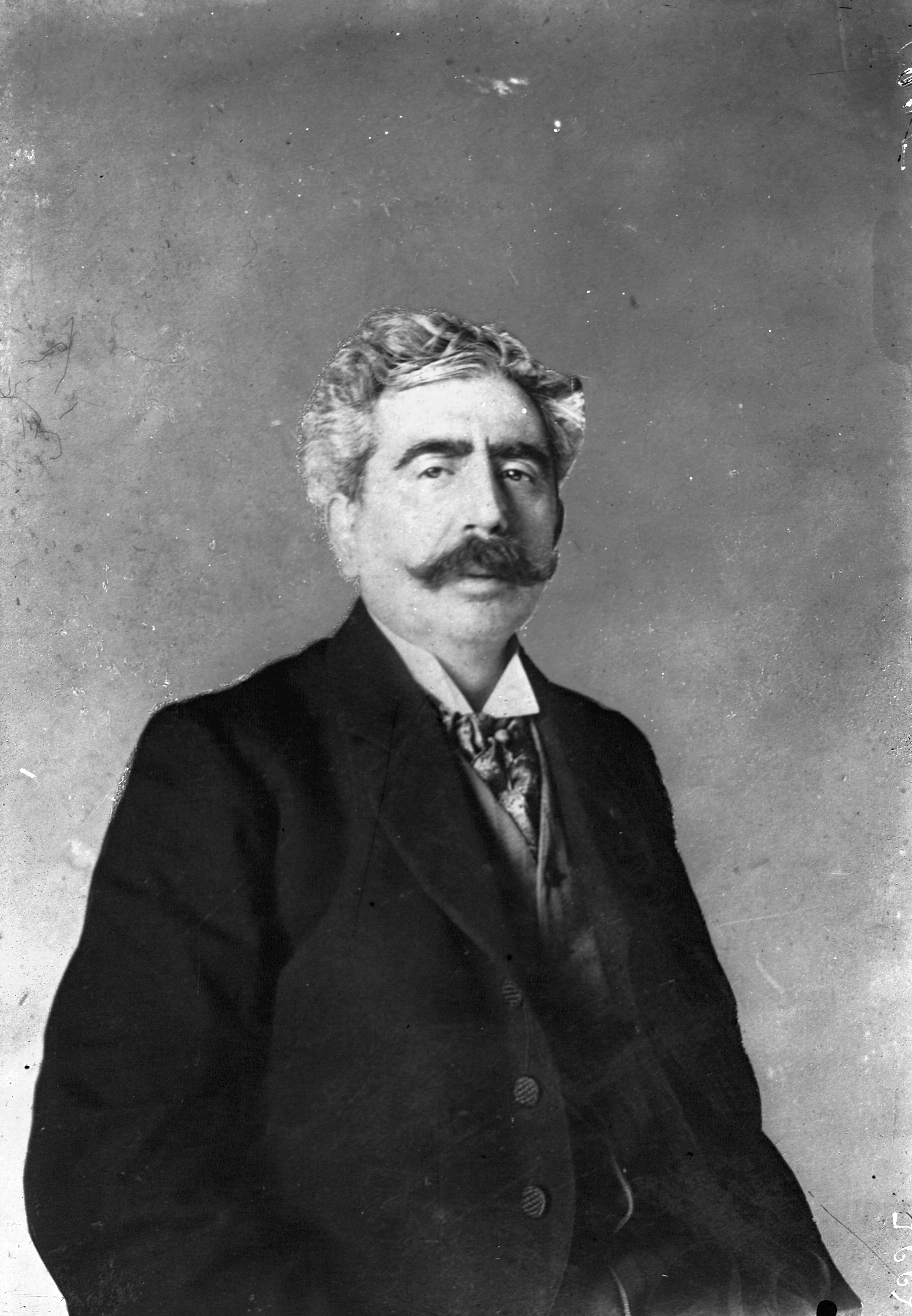
Jean Moréas (1910)

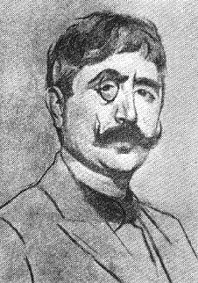
Jean Moréas

Jean Moréas, eigentlich Ioannis Papadiamantopoulos (griechisch Ιωάννης Παπαδιαμαντόπουλος, * 15. April 1856 in Athen; † 30. April 1910 in Paris) war ein französischer Dichter und der Enkel von Ioannis Papadiamantopoulos dem Älteren, einem der Helden von Mesolongi.

## Leben
Jean Moréas war zunächst einer der führenden Persönlichkeiten der Symbolistbewegung in der französischen Literatur und befürwortete die Entspannung der zwingenden Richtlinien für die französische Verse. Am 18. September 1886 veröffentlichte er in der Literaturbeilage des Figaro sein Manifest Le symbolisme.
1892 wandte er sich vom Symbolismus ab, um die école romane zu gründen, die der düsteren nordischen Dichtung die Klarheit der griechisch-romanischen Dichtung gegenüberstellt. Sein berühmtester Gedichtband, Stances (1899), ist ein Beispiel dieser neuen Dichtungsweise in einer klassischen Sprache.

## Werke
- Les Syrtes, 1884
- Cantilènes, 1886
- Le Pèlerin passionné, 1891
- Stances, 1899
- Contes de la vieille France, 1904
- Iphigénie, Tragödie in 5 Akten, 1904
- En rêvant sur un album de dessins, 1911